# IJzeren masker
Het IJzeren masker is een middeleeuws folterwerktuig, gemaakt van ijzer dat strak voor het gezicht wordt gespannen, en in de nek wordt vastgezet. IJzeren maskers werden gebruikt om heksen te folteren, voordat ze op de brandstapel werden gegooid. Het doel was om het slachtoffer zich zo ongemakkelijk en vernederd mogelijk te laten voelen.

## Typen
Er zijn verschillende soorten ijzeren maskers:
- een kooi voor het gezicht;
- een metalen helm die wordt dichtgesmolten;
- een masker met aan de onderkant een slot.